# Ботанический сад Академии наук Таджикистана

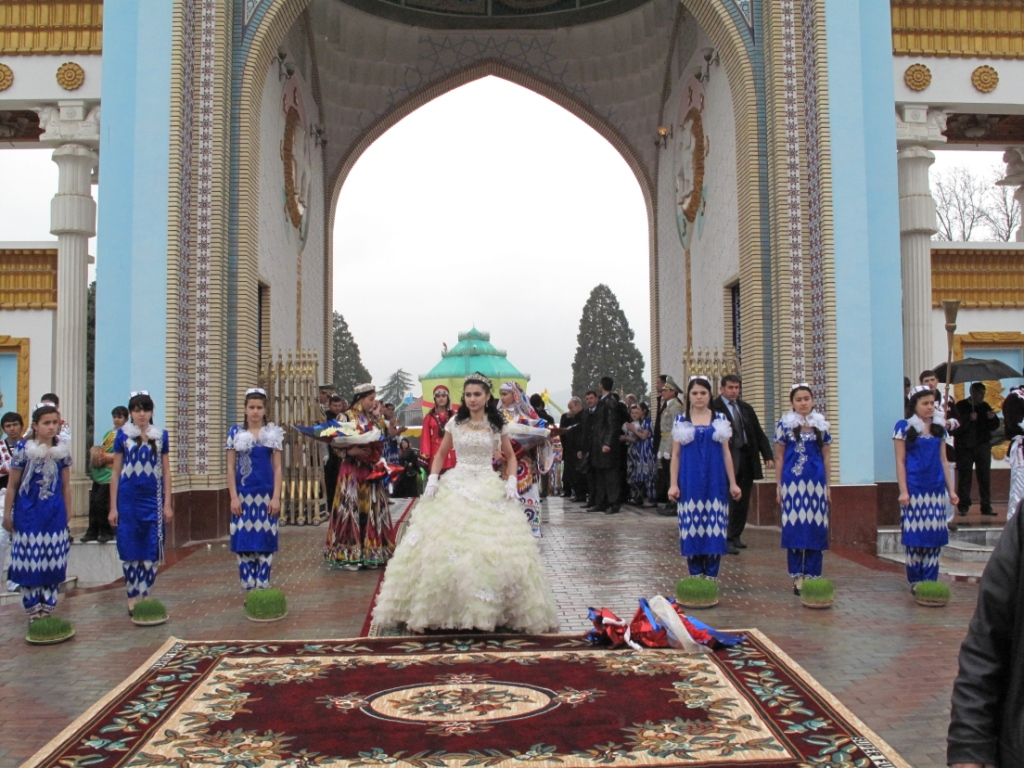
Праздник Навруз, у входа в Ботанический сад

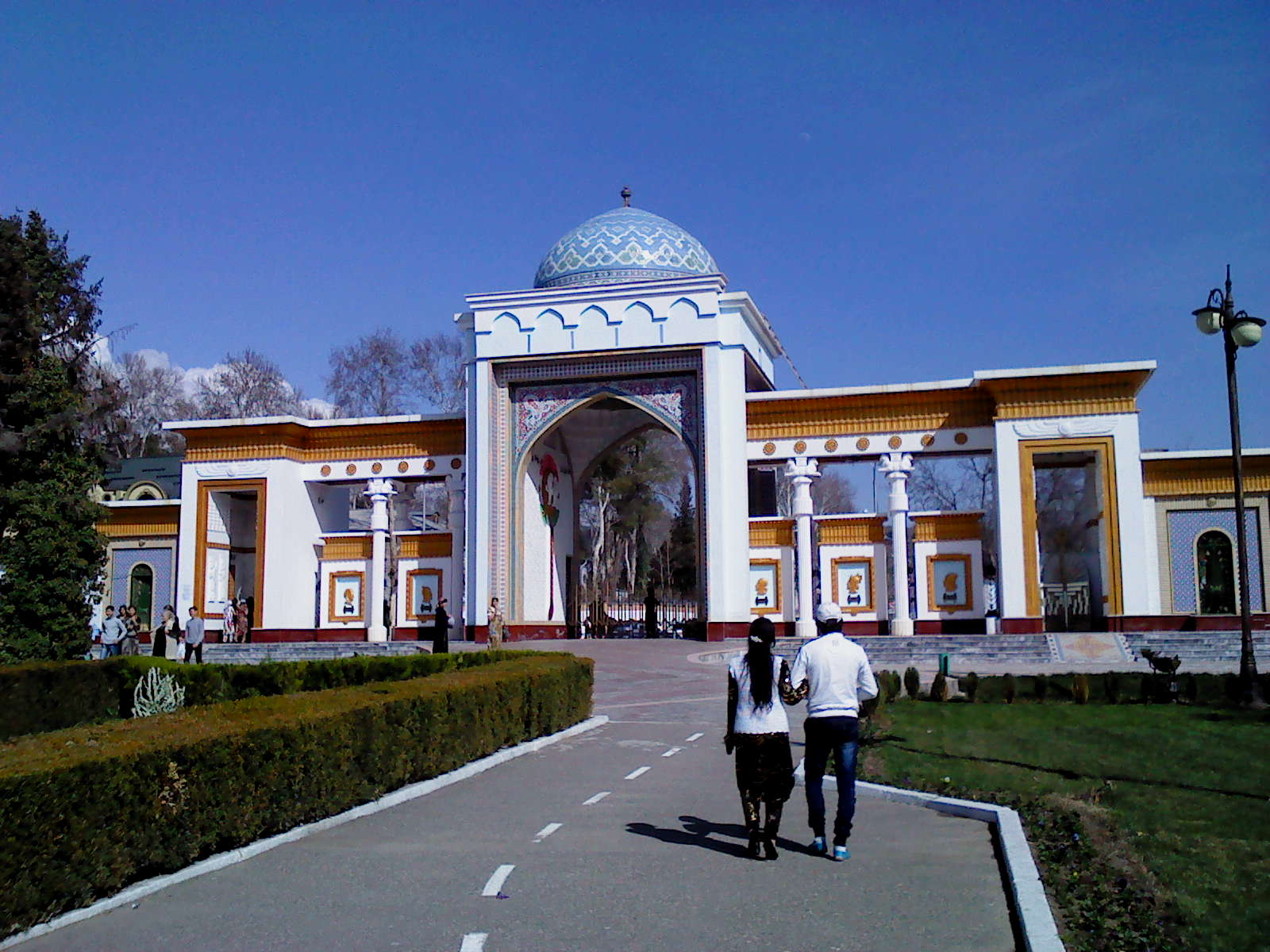
Главная арка ботанического сада в Душанбе

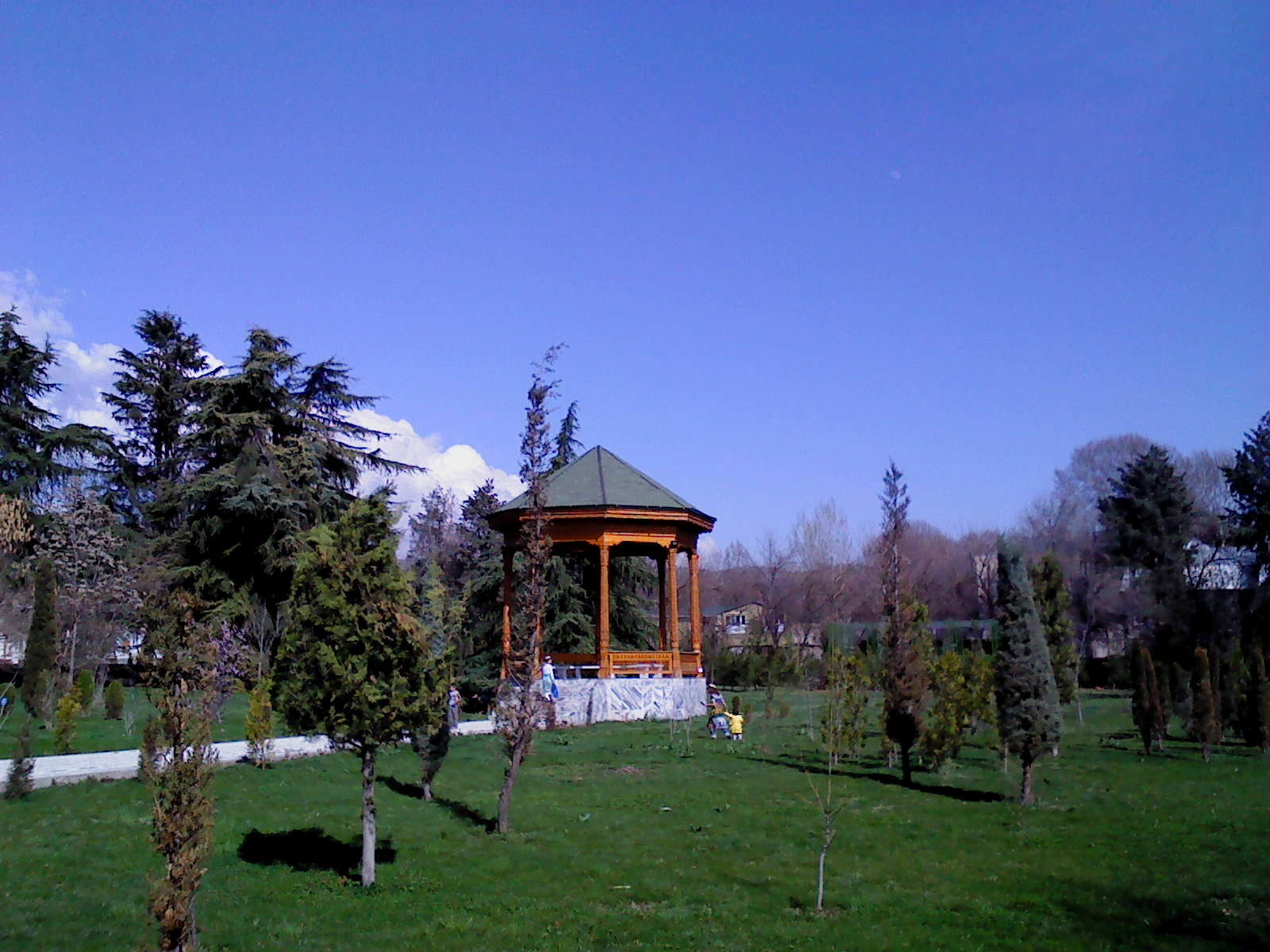
Декоративный айван в саду

Ботанический сад Академии наук Таджикистана (Боги «Ирам») (тадж. Боғи Ирам) находится в северной части левобережья города Душанбе.

## Характеристика
Ботанический сад расположен в районе Исмаила Сомони г. Душанбе и выходит западной стороной на кромки берега реки Душанбинки. Площадь сада достигает 40 га. Центральный вход в сад организован с востока. Аллея выходит на стеклянную оранжерею, откуда берут начало аллеи и дорожки ботанического сада. Стеклянная (конусообразная) оранжерея располагается в конце центральной аллеи сада. В северной части Ботанического сада расположилась территория Института ботаники Академия наук РТ.

## История
Ботанический сад был создан в Сталинабаде в середине 1933 года профессором Б. А. Федченко, возглавлявшим в этот период сектор ботаники Таджикской базы АН СССР (с 1951 года Академия наук РТ) У входа в сад растут образцы деревьев посаженные первыми сотрудниками Института ботаники в середине 1930-х годов. После образования Академии наук Таджикской ССР (1951 год) на территории сада в 1960-х годах для Института ботаники Академии наук Таджикской ССР были построены тепличные оранжереи. В ботаническом саду собраны образцы деревьев и кустарников почти со всех уголков мира, многие из которых уже вошли в Красную книгу природы.
В 2007 году с северной стороны оранжереи начал создаваться этнографический заповедник народного зодчества (под открытым небом). Здесь были построены традиционные дома жителей различных уголков Таджикистана и производственные постройки (алоухона, мехмонхона, бани, маслодельни, мельницы и т. п.).

## Переименование сада
Накануне 20-летнего юбилея независимости республики Таджикистан (2010—2011 гг.), согласно новому проекту на территорию сада были завезены и возведены новые деревянные декоративные айваны (беседки), инкрустированные восточным орнаментом. Возле десятка айванов были установлены скульптуры животных и скамьи для посетителей. Вдоль одной из центральных аллей сада были установлены различные спортивные тренажеры, которые стали любимым местом оздоровления жителей столицы Таджикистана. Главный вход украсила Арка с голубым куполом в центре в стиле национального зодчества, которая стала визитной карточкой сада. Один из участков сада отведён для «городка ремёсел» и традиционного национального интерьера жителей регионов Таджикистана, где расположены жилища, тандыры для выпечки лепёшек и самбусы, образцы домашней утвари и др. В саду был построен летний амфитеатр числом посадочных мест на 1,5 тыс. человек, имеется искусственный пруд и уголок экзотических павлинов для посетителей. Решением городской мэрии (Хукумат города) г. Душанбе, Ботанический сад Академии наук РТ был переименован в Боги «Ирам».
Боги «Ирам» превратился в парк культуры и отдыха горожан, здесь в основном проводятся массово-культурные мероприятия города. По выходным дням проводятся выставки изделий народных умельцев, художников и местных фирм. Так же вошло в традицию, приехать с любого края города сюда, на самый важный день, на свадьбу. Молодожены совместно с родственниками приезжают сюда, чтобы сделать качественные фотографии, которые в дальнейшем будут храниться у них как частичка от свадьбы.